# Тропосфера
Тропосфера (грч. tropos — повратак измена и грч. sphaira — лопта) је најнижи и најгушћи део атмосфере, који се простире до висине 8 km изнад полова и до 18 km изнад екватора. У њој се налази 80% масе атмосфере, скоро сва атмосферска вода, ту се стварају облаци, настају сва значајнија струјања ваздуха и одвијају се све временске промене. Температура с висином опада и на горњој граници тропосфере износи од -55°C до -80°C. Једино је у овом слоју могућ живот. Од стратосфере је одваја тропопауза.

## Подела тропосфере
У оквиру саме тропосфере могу се издвојити следећа три слоја:
- Приземни слој — до висине од 100 метара, због директног контакта са Земљином површином у овом слоју су велика колебања температуре и влажности ваздуха.
- Погранични слој — између 100 и 3000 метара, одликују га иста колебања као и у доњем слоју, осим што овде долази до повећања брзине ветра са порастом надморске висине.
- Слободна атмосфера — највиши слој тропосфере између 3000 и 8000 метара, са висином опада температура и влажност ваздуха, а како је кондензација велика овде се образују сви типови облака.